# Língua parkari koli
Parkari Koli  (ou somente Parkari) é uma língua falada principalmente na província de Sind, Paquistão, extremo sudeste da fronteira com a Índia, Distrito de Tharparkar, Nagarparkar. Em sua maior parte no baixo deserto de Thar, a oeste até o rio Indo, delimitando-se ao norte e oeste por Hyderabad, ao sul e a oeste por  Badin

## Similaridade lexical
77% –83% coma Língua marwari  e 83% com Tharadari Koli.

## Escrita
A ortografia foi padronizada em 1983-84 e usada de 1985 em diante. É baseada na escrita da língua sindi com três letras adicionais: ۮ, representando uma implosivo dental sonora / ɗ /, ۯ, representando uma aproximante lateral retroflexa / ɭ /, e ۿ, representando uma [[fricativa glotal sonora / ɦ /. Todas essas letras usam um V invertido como o acento circunflexo como o diacrítico porque Sindi já faz uso frequente de ponto como tal.